# Односи Србије и Швајцарске
Односи Србије и Швајцарске су инострани односи Републике Србије и Швајцарске Конфедерације.

## Билатерални односи
Србија и Швајцарска су успоставили званичне дипломатске односе 1916. године.
Швајцарска је гласала за пријем Косова у УНЕСКО приликом гласања 2015.

### Посете
- Председник Републике Србије Борис Тадић био је у радној посети Швајцарској маја 2009.
- Председник Владе Републике Србије Мирко Цветковић посетио је Швајцарску маја 2010.
- Министар спољних послова Републике Србије Вук Јеремић боравио је у Швајцарској марта 2009, као и марта и јула 2012.
- Председник Швајцарске Х. Р. Мерц посетио је Србију октобра 2009.
- Председница и МИП Швајцарске Конфедерације М. Калми-Реј боравила је у Србији новембра 2011.
- МИП Швајцарске Дидије Буркхалтер посетио је Србију 11. и 12. фебруара 2013.
- Председник и МИП Д. Буркхалтер је посетио Србију у априлу 2014.
- Председник Владе Републике Србије Александар Вучић посетио је Швајцарску 16. јуна 2015.
- Потпредседник Ј. Н. Шнајдер-Аман посетио је Србију, 30. октобра 2015.
- ПВ Александар Вучић био је у посети Швајцарској 20-21. јуна 2016.[1]

### Економски односи
- У 2020. години укупна робна размена износила је 529,3 милиона УСД. Од тога, извоз Србије био је 183,9 милиона, а увоз 345,4 мил. долара.
- У 2019. размењено је укупно роба вредних 493 милиона долара. Из наше земље извезено је за 166 милиона, док је увезено за 327 мил. УСД.
- У 2018. години трговинска размена збирно је вредела 422 милиона УСД. Извоз РС износио је 162 милиона, а увоз 260 мил. долара.[3][4]

### Дипломатски представници

#### У Београду
- Урз Шмид, амбасадор, 2020—
- Филип Гекс, амбасадор, 2016—2020.
- Жан-Данијел Рух, амбасадор, 2012—2016[5]
- Ервин Хофер, амбасадор, 2009—2012.
- Вилхем Мајер, амбасадор, 2004—2008.
- Гауденц Руф, амбасадор, 2000—2004.
- Паул Випфли, амбасадор, 1996—2000.
- Беноа Жуно, отправник послова, 1992— а касније и амбасадор, 1996.
- Жан-Жак Индермеле, амбасадор, 1990—1992.
- Пјер-Ив Симонин, амбасадор, 1987—1989.
- Алфред Хол, амбасадор, 1982—1987.
- Хансјерг Хес, амбасадор, 1974—1981.
- Ханс Келер, амбасадор, 1967—1974.
- Гвидо Лепори, амбасадор, 1964—1966.
- Антон Ганц, амбасадор, 1959—1964.
- Жан Вагнијер, посланик и амбасадор, 1953—1959.
- Роберт Коли, посланик, 1949—1953.
- Едуард Целвегер, посланик, 1945—1949.
- Паул Стајнер, посланик, 1940—1941.
- Х. Фегели, конзул и први швајцарски дипломата у Србији, 1908.

#### У Берну
Амбасада Републике Србије у Берну (Швајцарска) радно покрива Лихтенштајн.
- Др Иван Трифуновић, амбасадор, 2025-
- Горан Брадић, амбасадор, 2020-2025
- Др Снежана Јанковић, амбасадор, 2014—2019.
- Милан Ст. Протић, амбасадор, 2009—2014.
- /  Драган Маршићанин, амбасадор, 2004—2009.
- /  Драгољуб Поповић, амбасадор, 2001—2004.
- /  Милован Божиновић, отправник послова, 1991—1994.
- Јован Печеновић, амбасадор, 1987—
- Сулејман Реџепагић, амбасадор, 1982—1987.
- Милић Бугарчић, амбасадор, 1978—1982.
- Елхами Нимани, амбасадор, 1974—1978.
- Василије Миловановић, амбасадор, 1971—1974.
- Љубо Илић, амбасадор, 1967—1970.
- Мара Радић, амбасадор, 1963—1967.
- Словен Смодлака, амбасадор, 1958—1963.
- Франц Кос, амбасадор, 1957—1958.
- Виктор Репич, посланик, 1954—1957.
- Живота Ђермановић, посланик, 1950—1954.
- /  /  Милан Ристић, посланик, 1944—1950.
- Момчило Јуришић Штурм, посланик, 1940—1944.
- Владимир Милановић, посланик, 1939—1940.
- Драгомир Касидолац, посланик, 1939.[7]
- Милан Ђ. Милојевић, посланик, 1931—
- Илија Шуменковић, посланик, —1929.
- Милутин Јовановић, посланик, 1918—1927.
- Др Славко Ј. Грујић, 1916—1918.

## Занимљивости
У холу зграде Црвеног крста у Женеви постављена је табла са натписом „Буди хуман као што је била хумана Србија 1885.”
Петар I Карађорђевић настанио се са породицом у Женеви 1894. године.